# Татаринов, Михаил Иванович
Михаи́л Ива́нович Тата́ринов (годы рождения и смерти неизвестны) — атаман Войска Донского (1637—1638).

## Биография
Исследователи считают, что его прозвище — Татаринов — указывает на то, что он бы из татар или находился когда-то в плену у крымцев.
В 1633 году М. Татаринов впервые приезжал в Москву в качестве атамана казачьей станицы.
Имя атамана М. Татаринова вошло в российскую историю, так как под его руководством донские и запорожские казаки в 1637 году осадили и взяли мощную турецкую крепость Азов.
Азовская крепость охранялась гарнизоном из 4 тысяч янычар и около 1500 человек городского ополчения. На вооружении крепости было более 200 пушек.
В январе 1637 года донские казаки избрали своим походным атаманом Михаила Ивановича Татаринова. Войсковой круг принял решение о походе на Азовскую крепость.
В «Исторической повести о взятии Азова» новоизбранному атаману Михаилу Татаринову приписываются такие слова: «Пойдём мы, атаманы и казаки, под тот град Азов среди дня, а не нощию украдом, своею славою великою, не устыдим лица своего от бесстыдных бусурман».
В походе на Азов участвовало около 4000-4500 человек (из них запорожских казаков было одна тысяча). Войско было разделено на четыре полка. В каждом полку казаки избрали атаманов и есаулов. Артиллерия насчитывала более 90 пушек и пищалей.
19 апреля 1637 года казацкое войско выступила в поход на Азовскую крепость. Часть казаков двигалась вниз по Дону на судах, а другая шла на конях вдоль берега. 21 апреля казацкие полки подошли к Азову и осадили город. Среди участников похода были видные казацкие лидеры Иван Каторжный, Наум Васильев, Осип Петров и др.
Донцы и запорожцы возвели вокруг Азова осадные укрепления: вырыли рвы и соорудили к азовским стенам насыпи. Крымские татары безуспешно пытались оказать помощь осажденному турецкому гарнизону. Казаки разгромили в бою на р. Кагальник 4-тысячный отряд турецких войск, вышедший из Керчи, Тамани и Темрюка. Казачьи суда заблокировали устье Дона со стороны Азовского моря, отрезав вражеский гарнизон от помощи со стороны моря.
Первый штурм Азовской крепости был неудачен для казаков. Атаман Михаил Татаринов решил произвести минный подкоп под стены крепости и взорвать часть крепостной стены. Около месяца казаки рыли подкоп. Рано утром 18 июня 1637 года произошел мощный взрыв одного из участков крепостной стены. По приказу Михаила Татаринова осаждающие бросились на приступ в образовавшийся в стене пролом на 10 саженей (более 20 метров). В результате ожесточенного штурма и уличных боёв, продолжавшихся три дня, донцы и запорожцы взяли турецкую крепость. Почти весь османский гарнизон был истреблен. Среди пленных были только женщины и дети. Потери казаков составили убитыми 1100 человек. Казаки освободили две тысячи невольников-христиан, о чем Михаил Татаринов сообщил к царскому правительству в Москву. Всю захваченную добычу казаки разделили на всех участников осады и штурма, в том числе и на погибших. Получив свою долю военной добычи, запорожцы вернулись в Сечь.
Донские казаки, взяв Азов, поспешно восстановили разрушенные в ходе осады и взрыва подкопа укрепления. Атаман Михаил Татаринов попросил московского царя Михаила Фёдоровича взять взятый турецкий Азов под свою власть. Но царское правительство не решилось принять Азов, что грозило войной с Османской империей.
В апреле 1638 года М. Татаринов приезжал в Москву в качестве атамана казачьей станицы.
Имя атамана Михаила Татаринова после тех событий исчезает из письменных источников. Год и место смерти атамана неизвестны.